# 佐藤啓 (参議院議員)
佐藤 啓（さとう けい、1979年4月7日 - ）は、日本の政治家、総務官僚。自由民主党所属の参議院議員（2期）。財務大臣政務官（第2次岸田第2次改造内閣）、経済産業大臣政務官兼内閣府大臣政務官兼復興大臣政務官（菅義偉内閣）などを歴任。「安倍晋三元内閣総理大臣感謝と継承の会 奈良」会長。

## 来歴
奈良県奈良市出身。サラリーマン家庭に生まれる。奈良市立東登美ヶ丘小学校、西大和学園中学校・高等学校、東京大学経済学部を卒業。経済学部在籍時には、持田信樹教授に師事し、財政学を中心に学ぶ。大学在学中に国家公務員採用一種試験（法律）に合格。

### 総務省時代
2003年4月、総務省に入省。2009年7月から2年間、行政官長期在外研究員としてアメリカ合衆国へ渡り、カーネギーメロン大学行政大学院で公共経営学修士号（優秀卒業生：graduate with high distinction）を、南カリフォルニア大学法科大学院で法律学修士号を取得。南カリフォルニア大学法科大学院在籍時は、大学院の留学生代表を務めるなど学業以外にも幅広く活動。2011年のロサンゼルスマラソンも完走。
2011年7月に米国から帰国し、東日本大震災直後の茨城県常陸太田市に赴任。政策企画部長（後に、総務部長兼政策企画部長）として、人口減少対策や東日本大震災の復旧復興などに尽力した。特に、人口減少対策において、「子育て上手 常陸太田」のキャッチフレーズのもと、子育て支援の拡充に力を注いだ。その後、2018年発刊の宝島社『田舎暮らしの本』2月号の「2018年版 住みたい田舎ベストランキング」においては、常陸太田市が人口10万人未満の小さなまち部門の「子育て世代が住みたい田舎 第1位」となった。
2014年4月に総務省に戻り、自治財政局公営企業経営室 課長補佐として「がんばる地域交付金」の創設など地方財政制度の企画立案に携わった。2014年9月から約1年間、内閣総理大臣官邸で内閣総理大臣補佐官の秘書官を務めた。木村太郎総理大臣補佐官のもと、ふるさとづくりの推進に携わり、安倍政権の進める地方創生の後押しをした。

### 2016年参議院議員選挙

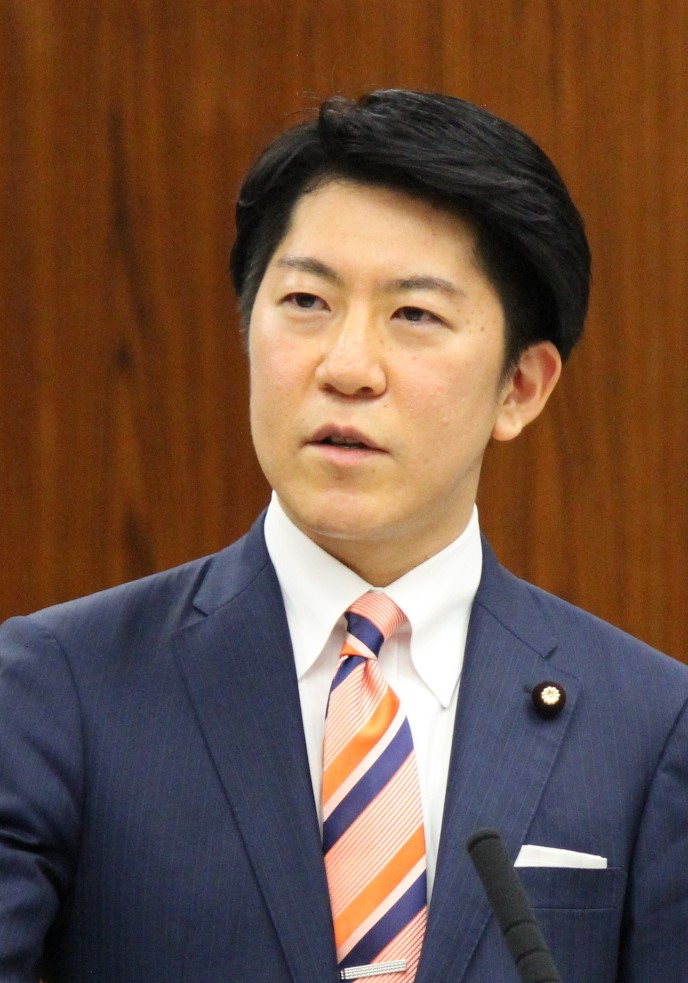
外交防衛委員会にて（2018年）

2015年11月、総務省を退職。同年11月16日、自由民主党奈良県連は、翌年夏の参院選・奈良県選挙区（改選数1）の候補者に、佐藤を擁立すると発表。同日付で党本部に公認申請した。
2016年7月10日執行の第24回参議院議員通常選挙に自民党公認で奈良県選挙区から立候補し、野党統一候補の民進党現職の前川清成、日本維新の会新人の吉野忠男らに対して、奈良県内39全ての市町村で勝利し初当選を果たした。
2019年10月、参議院議院運営委員会 理事に就任。党では、参議院国会対策副委員長（議院運営委員会を担当）を始め、財政構造のあり方検討小委員会 事務局長代行、金融調査会 事務局次長などを務める。また、世耕弘成参議院議員、加藤勝信衆議院議員や若手議員らでつくる「明るい社会保障改革推進議員連盟」の事務局長として、病気の予防と健康づくりを社会保障の柱とする令和時代の社会保障改革の提言取りまとめを行った。
2020年9月18日、菅内閣の発足に伴い、経済産業大臣政務官兼内閣府大臣政務官兼復興大臣政務官に就任。
2021年9月の自民党総裁選では、高市早苗の推薦人名簿に名を連ねた。
同年11月、自民党・青年局長代理、同・内閣第二部会長代理などに就任。

### 2022年参議院議員選挙
2022年6月22日、第26回参議院議員通常選挙が公示。日本維新の会は元県議の中川崇を、立憲民主党は元県議の猪奥美里を擁立。6月28日、派閥会長の安倍晋三は奈良県内に入り、生駒駅北口と大和西大寺駅南口で佐藤の応援演説を行った。選挙中盤の情勢調査において、7月3日付の日本経済新聞は「中川と佐藤が競り合う」と報じ、7月4日付の毎日新聞は「佐藤が優位だが、中川が猛追している」と報じ、7月5日付の読売新聞は「佐藤、中川、猪奥が、三つどもえの戦いを繰り広げ、激しく競り合っている」と報じた。
同年7月6日、週刊誌2誌の電子版が長野県選挙区から立候補した自民新人の松山三四六の女性問題と金銭トラブルを報道。7日午後、安倍の翌8日夕方の長野遊説は急遽取り止めとなった。前述のとおり直前の情勢調査において接戦が報じられていたことから、自民党は安倍の8日の遊説先を奈良に決定した。読売新聞の報道によれば、佐藤陣営からの要請で安倍の2度目の奈良入りが決まったとされる。
佐藤の8日の演説はもともと奈良市の近鉄学園前駅で行われる予定だった。しかし同駅は多くの聴衆が見込める場所ではなく、安倍の応援演説に適した場所を探す必要性が生じた。佐藤陣営は、市内を地盤とする小林茂樹衆議院議員の事務所に相談。数時間後に決めた場所が、2つの大型商業施設（ならファミリー、サンワシティ西大寺）がある近鉄大和西大寺駅北側だった。7日17時過ぎ、佐藤陣営は自民系の地元議員に、安倍来訪の案内をファックスで一斉に送信した。長野から奈良への変更を知った高市早苗は夕方、安倍に、党情勢調査で奈良県は優勢の旨のメールを送信した。そのメールに対し安倍から｢問題ないとは思うけど、京都に行くことが決まったので、奈良まで行きます。毎日と日経が厳しく出ているので｣と返信があったと高市は事件4日後に証言している。
同年7月8日11時31分、安倍は近鉄大和西大寺駅駅北口で銃撃され、同日17時3分に死亡が確認された。すぐ近くにいた佐藤は無事であった。2日後の10日に投開票が実施され、佐藤は中川、猪奥、共産党新人らに対して、奈良県内39全ての市町村で勝利し再選した。
同年10月、参議院総務委員会理事、参議院資源エネルギー・持続可能社会に関する調査会筆頭理事に就任。党では、参議院国会対策副委員長（総務委員会を担当）、税制調査会幹事、財政政策検討本部事務局次長、青年局長代理などに就任。
2023年6月、任意団体「安倍晋三元内閣総理大臣感謝と継承の会 奈良」が発足。安倍の慰霊碑を県内に設置することを明らかにした。佐藤が団体の会長に就任し、事務局は大和郡山市の高市早苗の事務所に置かれた。奈良市川上町の三笠靈苑に慰霊・顕彰碑が建てられ、7月1日、関係者が集い除幕式が開かれた。慰霊碑は吉田松陰の著「留魂録」からとって「留魂碑（りゅうこんひ）」と命名された。留魂碑には、安倍が生前好んだとされる揮毫「不動心」の文字が刻まれた。また、安倍が奈良市の大和西大寺駅前で凶弾に倒れて1年となる7月8日、現場近くに同団体が献花台を設置した。
同年9月13日、第2次岸田第2次改造内閣が発足。9月15日付で財務大臣政務官に就任。
同年12月10日、自民党5派閥の政治資金パーティーをめぐる裏金問題で、岸田文雄首相は、安倍派所属の閣僚4人、副大臣5人、大臣政務官6人の政務三役15人について、全員交代させる意向を固めた。ところが政務官6人の処遇について安倍派内から「当選1回など議員歴が短い政務官が対象となるのはおかしい」などと反発が出たため、当選1回の5人については留任とし、当選2回の佐藤のみの交代に変更した。12月14日、佐藤は財務大臣政務官の辞表を提出し受理された。
2024年4月、参議院農林水産委員会理事に就任。党では、参議院国会対策副委員長（農林水産委員会を担当）、財政政策検討本部 事務局次長、金融調査会事務局次長、住宅土地・都市政策調査会建築・都市分野における新技術の活用PT事務局長、知的財産戦略調査会国際標準化小委員会事務局次長などに就任。
同年9月12日、自民党総裁選挙が告示され、9人が立候補した。佐藤は高市早苗の推薦人に名を連ねた。9月17日、候補者9人はTBSの報道番組「news23」に出演しテレビ討論を行った。高市は、推薦人20人のうち、佐藤を含む13人が党本部が公表した「裏金議員」であること、役職停止や戒告の処分を受けた議員が含まれていることなどを指摘されると、「どの方を20人に入れるかは選対、チームにまかせたので、私は翌日の新聞（を読む）まで知らなかった」と答えた。9月27日総裁選執行。高市は1回目の投票で1位となるが、決選投票で石破茂に敗れた。佐藤は1回目の投票、決選投票、いずれも高市に投じた。
同年11月、自民党に新設の「治安・テロ・サイバー犯罪対策調査会」（高市早苗調査会長）が設置され、事務局長に就任した。この他に、党において、参議院国会対策副委員長（農林水産委員会と経済産業委員会を担当）、財務金融部会長代理、憲法改正実現本部 事務局次長、知的財産戦略調査会 国際標準化小委員会 委員長、新しい地方経済・生活環境創生本部 事務局代理、林政対策委員会 事務局次長、金融調査会 副幹事長、中小企業・小規模事業者政策調査会 副幹事長などに就任。
同年12月、「治安・テロ・サイバー犯罪対策調査会」（高市早苗調査会長）は、闇バイト対策として、捜査員が架空の身分証を使って闇バイトに応募し、犯罪グループに接触する「仮装身分捜査」の導入などを柱とする緊急の提言を取りまとめた。また、2025年3月、SNS型投資・ロマンス詐欺などの対策として「組織的な詐欺から国民の財産を守るための対策に関する緊急提言」を取りまとめた。この提言内容は、4月22日に開催された犯罪対策閣僚会議において政府の対策として決定された。
2025年3月、「治安・テロ・サイバー犯罪対策調査会」（高市早苗調査会長）は、オンラインカジノの取り締まりを強化するため、海外のカジノサイトに誘導するリーチサイトやネット広告を違法にする議員立法を国会に提出ることを表明した。これを受けて、佐藤は自民党側の実務者として、公明党や立憲民主党など与野党の実務者と法案の調整を行い、2025年5月15日、国会内でオンラインカジノの取り締まりを強化する法案の扱いを協議した。今国会でギャンブル等依存症対策基本法の改正案を提出すると合意。法案の内容は、①オンラインカジノサイトの開設の違法化、②サイトに誘導する広告やSNS投稿などの違法化、③オンラインカジノが違法であることの周知・徹底を図ることなどが盛りこまれた。佐藤は協議後、記者団に「若者を中心にオンラインカジノが広がっていることは大きな問題で、与野党で協力して法案提出に至る見通しとなったことは意義深い」、「（各党が）党内手続きを今月末をめどに行うと合意した。速やかに委員会に提出できるようにしたい」などと語った。同法案は、6月3日、衆議院本会議で自民、公明、立憲民主各党などの賛成多数で可決された。
同年5月、「治安・テロ・サイバー犯罪対策調査会」（高市早苗調査会長）は、安全・安心な日本を取り戻すため、①外国勢力による偽情報・誤情報拡散対策、②国家情報戦略やスパイ防止法の制定などによる情報力の強化、③CBRNEテロ対策（CBRNEテロ：化学・生物・放射性物質・核・爆発物を用いた兵器によるテロ）、④ローン・オフェンダー対策（ローン・オフェンダー：特定の組織に属さず単独でテロ行為に及ぶ）などを柱とする「治安力」の強化に関する提言を総理に申し入れた。
同年4月、佐藤が委員長を務める「知的財産戦略調査会国際標準化小委員会」は、経団連と意見交換し、6月をめどに政府が「国際標準化戦略」を策定するにあたり、経済界のニーズを聞き取った。これを受けて、日本企業の技術や品質管理の手法に沿った国際規格を増やすための提言案をまとめた。「情報流出への懸念に対応するべく海外の機関のみに依存しない試験・認証体制の強靱（きょうじん）化をはかる」ことなどが柱。この提言を受けて、政府は先端技術や製品規格を審査する国内の認証・試験機関による海外の認証機関の買収を後押しする制度を創設することを決定した。
同年4月、近畿圏の外郭環状を形成する高規格幹線道路である京奈和自動車道の整備促進を目的とする「京奈和自動車道推進議員連盟」の事務局長に就任した。また、佐藤が総監修者となり、女性の健康支援に関する政策をまとめた「ヘルスケア・イノベーション４ Women’s Health」を発刊。女性の健康総合センターの設立をはじめ、佐藤が事務局長を務める「明るい社会保障改革推進議員連盟」の成果をまとめた。あわせて、「明るい社会保障改革推進議員連盟」で提言した「男性更年期障害」の対策が政府の最も重要な政策文書である骨太の方針に盛り込まれるとともに、がん検診にAIの活用を求める提言についても政府が検討を行うことが表明された。

## 政策・主張

### 憲法
- 憲法改正について、2022年のNHK、毎日新聞社のアンケートで「賛成」と回答[114][115]。
- 9条改憲について、2022年の毎日新聞社のアンケートで「改正して、自衛隊の存在を明記すべきだ」と回答[115]。9条への自衛隊の明記について、2022年のNHKのアンケートで「賛成」と回答[114]。
- 憲法を改正し緊急事態条項を設けることについて、2022年のNHKのアンケートで「賛成」と回答[114]。

### 外交・安全保障
- 「他国からの攻撃が予想される場合には先制攻撃もためらうべきではない」との問題提起に対し、2016年のアンケートで「どちらとも言えない」と回答[116]。
- 敵基地攻撃能力を持つことについて、2022年のNHKのアンケートで「どちらかといえば賛成」と回答[114]。
- 普天間基地の辺野古移設について、2022年の毎日新聞社のアンケートで「賛成」と回答[115]。
- 非核三原則についてどう考えるかとの問いに対し、2022年のNHKのアンケートで「維持すべき」と回答[114]。
- ロシアは2022年2月24日、ウクライナへの全面的な軍事侵攻を開始した[117]。日本政府が行ったロシアに対する制裁措置についてどう考えるかとの問いに対し、2022年のNHKのアンケートで「適切だ」と回答[114]。同年の毎日新聞社のアンケートで「制裁をより強めるべきだ」と回答[115]。
- 2022年6月7日、政府は経済財政運営の指針「骨太方針」を閣議決定した。NATO加盟国が国防費の目標としている「GDP比2％以上」が例示され、防衛力を5年以内に抜本的に強化する方針が明記された[118]。「防衛費を今後どうしていくべきだと考えるか」との問いに対し、2022年のNHKのアンケートで「ある程度増やすべき」と回答[114]。
- 徴用工訴訟問題や慰安婦問題などをめぐり日韓の対立が続くなか、関係改善についてどう考えるかとの問いに対し、2022年の毎日新聞社のアンケートで「韓国政府がより譲歩すべきだ」と回答[115]。

### ジェンダー
- 選択的夫婦別姓制度の導入について、2016年のアンケートで「どちらとも言えない」と回答[116]。2022年のNHK、同年の毎日新聞社のアンケートで「反対」と回答[114][115]。
- 同性婚を可能とする法改正について、2016年のアンケートで「どちらかといえば賛成」と回答[116]。2022年のNHK、同年の毎日新聞社のアンケートで回答しなかった[114][115]。
- クオータ制の導入について、2022年のNHKのアンケートで回答しなかった[114]。
- 2025年2月4日、自民党の議員グループ「保守団結の会」は会合を開き、顧問の高市早苗が講演した。会合に出席した佐藤ら20人超の議員[注 2]は、旧姓の通称使用の拡大で利便性を高めるべきだとの認識を確認した[120][119][121]。
- 2025年2月5日、安倍晋三元首相が会長を務めた自民党の保守系議員連盟「創生『日本』」は、国会内で総会を開き、選択的夫婦別姓制度を巡り議論した。総会の開催は約2年ぶりで、旧姓の通称使用を拡大する党内の複数の案が示された。佐藤ら41人の議員が出席した。同制度の導入を巡っては党内で賛否が割れているが、同議連は通称使用拡大での意見集約を目指す方針だ[122][123]。

### その他
- アベノミクスについて、2022年の毎日新聞社のアンケートで「当面は継続すべきだ」と回答[115]。
- 「原子力発電への依存度を今後どうするべきか」との問題提起に対し、2022年のNHKのアンケートで「高めるべき」と回答[114]。
- 国会議員の被選挙権年齢の引き下げについて、2022年の毎日新聞社のアンケートで「反対」と回答[115]。
- 2016年の米国大統領選挙について「ドナルド・トランプとヒラリー・クリントンのどちらを支持するか」との問いに対し、2016年の毎日新聞社のアンケートで「クリントン」と回答[124]。
- 2016年2月8日、高市早苗総務大臣は、放送局が政治的公平性を欠く放送を繰り返した場合、電波法に基づき電波停止を命じる可能性に言及した[125]。安倍晋三首相は2月15日の衆議院予算委員会で野党の批判に反論し、高市の発言を擁護した[126]。政府の姿勢をどう思うかとの問いに対し、2016年の毎日新聞社のアンケートで「問題とは思わない」と回答[124]。

## 人物像
- 家族は妻と長男[127]。
- 趣味はテニスとマラソン[127]。
- 座右の銘は「為せば成る」[127]。

## 主な所属議員連盟
- 明るい社会保障改革推進議員連盟（事務局長）[128][129]
- 飛鳥古京を守る議員連盟
- 京奈和自動車道推進議員連盟（事務局長）
- 国民医療を守る議員の会
- 国民歯科問題議員連盟
- 自動車議員連盟
- 自民党看護問題対策議員連盟
- 自民党行政書士制度推進議員連盟
- 自民党たばこ議員連盟[130]
- 神道政治連盟国会議員懇談会
- 税理士制度改革推進議員連盟
- トラック輸送振興議員連盟
- 日華議員懇談会
- みんなで靖国神社に参拝する国会議員の会
- 郵便局の新たな利活用を推進する議員連盟

## 選挙歴
| 当落 | 選挙                     | 執行日         | 年齢 | 選挙区       | 政党       | 得票数     | 得票率 | 定数 | 得票順位 /候補者数 | 政党内比例順位 /政党当選者数 |
| ---- | ------------------------ | -------------- | ---- | ------------ | ---------- | ---------- | ------ | ---- | ------------------ | ---------------------------- |
| 当   | 第24回参議院議員通常選挙 | 2016年07月10日 | 37   | 奈良県選挙区 | 自由民主党 | 29万2440票 | 45.55% | 1    | 1/4                | /                            |
| 当   | 第26回参議院議員通常選挙 | 2022年07月10日 | 43   | 奈良県選挙区 | 自由民主党 | 25万6139票 | 41.67% | 1    | 1/6                | /                            |